# Средношведска низина
Средношведската низина е низина в Южна Швеция.
Разположена между пролива Категат на запад и Балтийско море на изток, на север тя стига до Скандинавските планини, на североизток преминава в крайбрежната низина на Ботническия залив, а на юг във възвишенията на Смоланд. В низината се намират множество големи езера (Венерн, Ветерн, Меларен, Йелмарен), както и някои от големите шведски градове - столицата Стокхолм, Вестерос, Норшьопинг, Упсала, Йоребру.